# Léon Jouhaux
Léon Jouhaux (n. 1 iulie 1879, Paris, Île-de-France, Franța – d. 28 aprilie 1954, Paris, Île-de-France, Franța) a fost un sindicalist francez cu tendințe libertariene, secretar general al CGT din 1909 până în 1947, apoi președinte al CGT-FO din 1948 până la moartea sa. Este laureat al Premiului Nobel pentru Pace pe 1951.

## Biografie
Apărător neîncetat al principiilor cartei de la Amiens (1906), în principal al independenței sindicale în raport cu partidele politice, cu statul și cu bisericile, el s-a opus mai multor tentative de control asupra sindicatelor de către secțiunea franceză a Internaționalei muncitorești (în 1911) sau de către bolșevici (în 1922). În decembrie 1947, în fața presiunilor puse de PCF asupra sindicatului, Jouhaux și prietenii săi (Robert Bothereau, Albert Bouzanquet, Pierre Neumeyer, Georges Delamarre) au demisionat din biroul confederal și au înființat CGT-FO pentru a continua „vechiul” CGT, fidel cartei de la Amiens.
La 4 august 1914, la înmormântarea lui Jean Jaurès, Léon Jouhaux a ținut un discurs în care a afirmat: „în numele celor care vor să plece și printre care mă număr și eu, strig în fața sicriului său că nu ura poporului german ne va împinge pe câmpurile de bătălie, ci ura imperialismului german”. El și-a exprimat sentimentele „clasei muncitoare cu inima rănită”.
În 1918, Léon Jouhaux a prezentat un proiect al consiliului național economic de examinare a tuturor problemelor puse de revenirea în țară și în care rolul său fusese doar unul consultativ.
În 1936 a contribuit la reformele privind convențiile colective, concediile cu plată, săptămâna de lucru de 40 de ore și naționalizarea. 
În 1940, a fost pus sub urmărire la domiciliul său de către regimul de la Vichy, arestat de naziști în noiembrie 1942 după ocupația zonei libere. La 1 martie 1943, a fost transportat cu mașina la lagărul de concentrare Buchenwald unde a fost deținut într-o baracă rezervată și încălzită, la marginea lagărului propriu-zis. El s-a reîntâlnit cu Léon Blum, Édouard Daladier și cu generalul Gamelin sosiți cu avionul cu o zi în urmă. După o lună, la 1 mai 1943, a fost transferat la castelul Itter, în Tirolul austriac, castel de ținea de lagărul de concentrare Dachau, însoțit de generalul Gamelin, de Daladier, de Paul Reynaud, de Jean Borotra și de Marcel Granger (nepotul generalului Giraud). El a obținut permisiunea aducerii direct din Franța, a secretarei sale Augusta Bruchlen care i s-a alăturat la 18 iunie. În acest grup, a sosit mai târziu și Christiane Mabire, secretara și viitoarea soție a lui Paul Reynaud, Albert Lebrun, André François-Poncet, generalul Weygand și soția lui, Michel Clemenceau (fiul „Tigrului”), colonelul de La Roque (liderul Crucii de Foc), Alfred Cailleau și soția sa Marie-Agnès de Gaulle (sora mai mare a generalului de Gaulle). Omul politic antimussolinist Nitti și un alt italian, Georgini, le-au împărtășit soarta. Ei au fost eliberați la 5 mai 1945 de unele grupări ale Diviziei 103 americane condusă de generalul McAuliffe.
După eliberarea Franței, Jouhaux a redevenit secretar al CGT, dar a trebuit să-și împartă puterea cu comunistul Benoît Frachon. În fața presiunilor comuniștilor asupra CGT, a fost obligat să demisioneze în 1947, înființând CGT-FO împreună cu Robert Bothereau și cu militanții necomuniști ai vechii confederații. El a devenit vicepreședinte al Confederației Internaționale a Sindicatelor Libere și delegat la ONU.
Constituția celei de a Patra Republici din 27 octombrie 1946 a dat Consiliului Economic un statut constituțional pe care îl ceruse din 1918 (acesta a devenit astăzi Consiliul Economic și Social). Jouhaux i-a devenit președinte în aprilie 1947 și a deținut funcția până în 1954 la moartea sa.
Numeroasele sale acțiuni pacifiste i-au adus Premiul Nobel pentru Pace în 1951, pe când era președinte al CGT-FO.